# Іраклій II
Іраклій II (груз. ერეკლე II, також відомий як Ерекле II  та Маленький кахетинець (груз. პატარა კახი [pʼɑtʼɑrɑ kʼɑxi]); *1720, Телаві — †1798) — грузинський цар, державний діяч та полководець. З 1744 цар Кахетії, з 1762 Картлійсько-Кахетинського царства (Східна Грузія). З династії кахетинських Багратіоні.

## Життєпис
Прагнув до об'єднання розрізнених грузинських володінь в централізовану державу, вільну від ірано-османського панування, і до розширення впливу Грузії у Закавказзі. Уклав Георгіївський трактат 1783 року, що встановив протекторат Російської імперії над Східною Грузією.
Внутрішня політика Іраклія II була направлена на підняття продуктивних сил країни і зміцнення оборони. Для цього він, зокрема, заснував в 1773 постійне військо.
Намагався обмежити свавілля феодалів відносно закріпачених селян, заохочував заселення порожніх земель. Заснував державні школи і семінарії в Тбілісі (1756), Телаві (1782).
Розлога програма відродження Грузії не була виконана через відсутність матеріальних засобів і внутрішньої єдності в країні.
У 1795 році іранські війська Ага Мохаммед-хана знов вдерлися до Закавказзя, захопивши і розграбувавши Тбілісі. Виконуючи зобов'язання за Георгіївським трактатом, Російська імперія направила до Персії Каспійський корпус, проте у грудні 1796 війська були відкликані у зв'язку зі вступом на російський престол Павла I і зміною курсу зовнішньої політики.
Після смерті Іраклія II трон перейшов до його сина, Георгія XII Багратіоні. Георгій XII став останнім грузинським царем. Не маючи сил для боротьби з агресією Персії і з домаганнями братів на престол, Георгій XII попросив Павла I про перехід Грузії в підданство Російській імперії. 22 грудня 1800 Павло I підписав маніфест про приєднання Грузії до Російської імперії, обнародуваний вже після смерті Георгія XII.